# Stephen Wellman
Stephen Wellman (Żurrieq, 31 augustus 1982) is een Maltees voetballer.